# Miradzina (stacja kolejowa)
Miradzina (biał. Мірадзіна; ros. Мирадино) – stacja kolejowa w miejscowości Miradzina, w rejonie bobrujskim, w obwodzie mohylewskim, na Białorusi. Położona jest na linii Homel - Żłobin - Mińsk.